# 陽昭
阳昭（?—?），字元景，北齐北平郡無終縣（今天津市蓟州区）人，阳休之之父阳固的从弟。
阳昭涉猎史传案牍。为高澄府中墨曹参军，很被高澄亲信，与陈元康、崔暹等参谋机密。崔甗被崔暹所告，阳元景弹劾定罪，幸亏邢子才证明清白得免，当时以阳元景为告而顺旨。高澄择日将受禅，令阳元景等定仪注、草诏册、授官，没有完成，高澄遇害，府罢。齐文宣帝天保初年，担任给事黄门侍郎。后出为青州高阳内史，在郡去世。有文集十卷。其子阳静立，性情淳孝，操守清方，善于词令尺牍。在北齐官至三公郎中。隋文帝开皇初年，官至州主簿。